# Phasmatocottus
Phasmatocottus is een monotypisch geslacht van straalvinnige vissen uit de familie van donderpadden (Cottidae).

## Soort
- Phasmatocottus ctenopterygius Bolin, 1936